# Pan-Amerikaans kampioenschap hockey mannen 2017
De vijfde editie van het Pan-Amerikaans kampioenschap hockey voor mannen werd in 2017 gehouden in het Amerikaanse Lancaster. Het toernooi met 8 deelnemers werd gehouden van 4 tot en met 12 augustus. Argentinië werd voor de derde keer kampioen.
De winnaar plaatste zich voor het het wereldkampioenschap van 2018.
De twee beste teams die zich niet plaatsen via de Zuid-Amerikaanse Spelen van 2018 of de Centraal-Amerikaanse en Caraïbische Spelen van 2018 plaatsen zich voor de Pan-Amerikaanse Spelen van 2019 in Lima. 
De zes beste teams plaatsen zich voor de volgende editie en de twee slechtste teams moeten in de Pan-Amerikaanse Challenge spelen.

## Kwalificatie
Naast het gastland, waren de 5 overige beste landen van de voorgaande editie rechtstreeks geplaatst. Dit waren Argentinië, Canada, Trinidad en Tobago, Chili en Mexico. Via de Pan American Challenge konden twee landen zich kwalificeren. Dit waren Brazilië en Venezuela.

## Eindronde
De acht landen speelden in twee groepen waarbij de beste nummers twee zich plaatsten voor de halve finales.
Alle tijden zijn lokale tijden

### Groepsfase
Groep A
| Team             | GS | W | G | V | DV | DT | DS  | Ptn |
| ---------------- | -- | - | - | - | -- | -- | --- | --- |
| Argentinië       | 3  | 3 | 0 | 0 | 27 | 2  | +25 | 9   |
| Verenigde Staten | 3  | 2 | 0 | 1 | 8  | 7  | +1  | 6   |
| Chili            | 3  | 1 | 0 | 2 | 9  | 12 | −3  | 3   |
| Venezuela        | 3  | 0 | 0 | 3 | 0  | 23 | −23 | 0   |

| 4 augustus 2017 10:00 |           |           |                                                       |
| Chili                 | 6–0       | Venezuela | Scheidsrechters: Peter Wright (RSA) Oliver Hock (BRA) |
|                       | (verslag) |           | Scheidsrechters: Peter Wright (RSA) Oliver Hock (BRA) |

| 4 augustus 2017 19:00 |           |                  |                                                          |
| Argentinië            | 6–0       | Verenigde Staten | Scheidsrechters: Nazmi Kamarudin (MAS) Tyler Klenk (CAN) |
|                       | (verslag) |                  | Scheidsrechters: Nazmi Kamarudin (MAS) Tyler Klenk (CAN) |

| 6 augustus 2017 17:00 |           |            |                                                        |
| Chili                 | 2–9       | Argentinië | Scheidsrechters: Peter Wright (RSA) Kevin George (TRI) |
|                       | (verslag) |            | Scheidsrechters: Peter Wright (RSA) Kevin George (TRI) |

| 6 augustus 2017 19:00 |           |           |                                                          |
| Verenigde Staten      | 5–0       | Venezuela | Scheidsrechters: Nazmi Kamarudin (MAS) Oliver Hock (BRA) |
|                       | (verslag) |           | Scheidsrechters: Nazmi Kamarudin (MAS) Oliver Hock (BRA) |

| 8 augustus 2017 12:00 |           |           |                                                          |
| Argentinië            | 12–0      | Venezuela | Scheidsrechters: Gus Soteriades (USA) Kevin George (TRI) |
|                       | (verslag) |           | Scheidsrechters: Gus Soteriades (USA) Kevin George (TRI) |

| 8 augustus 2017 19:00 |           |       |                                                       |
| Verenigde Staten      | 3–1       | Chili | Scheidsrechters: Peter Wright (RSA) Tyler Klenk (CAN) |
|                       | (verslag) |       | Scheidsrechters: Peter Wright (RSA) Tyler Klenk (CAN) |

Groep B
| Team               | GS | W | G | V | DV | DT | DS  | Ptn |
| ------------------ | -- | - | - | - | -- | -- | --- | --- |
| Canada             | 3  | 3 | 0 | 0 | 12 | 0  | +12 | 9   |
| Trinidad en Tobago | 3  | 2 | 0 | 1 | 5  | 7  | -2  | 6   |
| Brazilië           | 3  | 1 | 0 | 2 | 4  | 5  | −1  | 3   |
| Mexico             | 3  | 0 | 0 | 3 | 3  | 12 | −9  | 0   |

| 4 augustus 2017 12:00 |           |                    |                                                          |
| Canada                | 4–0       | Trinidad en Tobago | Scheidsrechters: Diego Barbas (ARG) Matias Barbosa (CHI) |
|                       | (verslag) |                    | Scheidsrechters: Diego Barbas (ARG) Matias Barbosa (CHI) |

| 4 augustus 201 17:00 |           |        |                                                           |
| Brazilië             | 3–1       | Mexico | Scheidsrechters: Gus Soteriades (USA) Manuel Sierra (VEN) |
|                      | (verslag) |        | Scheidsrechters: Gus Soteriades (USA) Manuel Sierra (VEN) |

| 6 augustus 2017 10:00 |           |        |                                                      |
| Brazilië              | 0–2       | Canada | Scheidsrechters: Diego Barbas (ARG) Ridge Bair (USA) |
|                       | (verslag) |        | Scheidsrechters: Diego Barbas (ARG) Ridge Bair (USA) |

| 6 augustus 2017 12:00 |           |        |                                                            |
| Trinidad en Tobago    | 3–2       | Mexico | Scheidsrechters: Gus Soteriades (USA) Matias Barbosa (CHI) |
|                       | (verslag) |        | Scheidsrechters: Gus Soteriades (USA) Matias Barbosa (CHI) |

| 8 augustus 2017 10:00 |           |          |                                                         |
| Trinidad en Tobago    | 2–1       | Brazilië | Scheidsrechters: Diego Barbas (ARG) Manuel Sierra (VEN) |
|                       | (verslag) |          | Scheidsrechters: Diego Barbas (ARG) Manuel Sierra (VEN) |

| 8 augustus 2017 17:00 |           |        |                                                          |
| Canada                | 6–0       | Mexico | Scheidsrechters: Ridge Blair (USA) Nazmi Kamarudin (MAS) |
|                       | (verslag) |        | Scheidsrechters: Ridge Blair (USA) Nazmi Kamarudin (MAS) |

### Kruisingswedstrijden
Om plaatsen 5-8
| 11 augustus 2017 09:15 |           |        |                                                        |
| Chili                  | 8–1       | Mexico | Scheidsrechters: Manuel Sierra (VEN) Oliver Hock (BRA) |
|                        | (verslag) |        | Scheidsrechters: Manuel Sierra (VEN) Oliver Hock (BRA) |

| 11 augustus 2017 11:30 |           |          |                                                       |
| Venezuela              | 1–4       | Brazilië | Scheidsrechters: Kevin George (TRI) Tyler Klenk (CAN) |
|                        | (verslag) |          | Scheidsrechters: Kevin George (TRI) Tyler Klenk (CAN) |

Halve finale
| 10 augustus 2017 17:00 |           |                    |                                                             |
| Argentinië             | 8–1       | Trinidad en Tobago | Scheidsrechters: Nazmi Kamarudin (MAS) Gus Soteriades (USA) |
|                        | (verslag) |                    | Scheidsrechters: Nazmi Kamarudin (MAS) Gus Soteriades (USA) |

| 10 augustus 2017 19:15 |                         |                  |                                                        |
| Canada                 | 1–1 (4-3 na shoot-outs) | Verenigde Staten | Scheidsrechters: Peter Wright (RSA) Diego Barbas (ARG) |
|                        | (verslag)               |                  | Scheidsrechters: Peter Wright (RSA) Diego Barbas (ARG) |

### Plaatsingswedstrijden
Om de 7e/8e plaats
| 12 augustus 2017 10:00 |                      |           |                                                         |
| Mexico                 | 1–0                  | Venezuela | Scheidsrechters: Oliver Hock (BRA) Matias Barbosa (CHI) |
|                        | (verslag)[dode link] |           | Scheidsrechters: Oliver Hock (BRA) Matias Barbosa (CHI) |

Om de 5e/6e plaats
| 12 augustus 2017 12:15 |                         |          |                                                       |
| Chili                  | 2–2 (2-4 na shoot-outs) | Brazilië | Scheidsrechters: Ridge Bair (USA) Manuel Sierra (VEN) |
|                        | (verslag)               |          | Scheidsrechters: Ridge Bair (USA) Manuel Sierra (VEN) |

Om de 3e/4e plaats
| 12 augustus 2017 15:30 |           |                  |                                                       |
| Trinidad en Tobago     | 0–3       | Verenigde Staten | Scheidsrechters: Diego Barbas (ARG) Tyler Klenk (CAN) |
|                        | (verslag) |                  | Scheidsrechters: Diego Barbas (ARG) Tyler Klenk (CAN) |

Finale
| 12 augustus 2017 17:45 |           |        |                                                           |
| Argentinië             | 2–0       | Canada | Scheidsrechters: Peter Wright (RSA) Nazmi Kamarudin (MAS) |
|                        | (verslag) |        | Scheidsrechters: Peter Wright (RSA) Nazmi Kamarudin (MAS) |

## Eindrangschikking
| Rang   | Land               |
| ------ | ------------------ |
| Goud   | Argentinië         |
| Zilver | Canada             |
| Brons  | Verenigde Staten   |
| 4      | Trinidad en Tobago |
| 5      | Brazilië           |
| 6      | Chili              |
| 7      | Mexico             |
| 8      | Venezuela          |

Mannen:
Havana 2000 ·
London 2004 ·
Santiago 2009 ·
Brampton 2013 ·
Lancaster 2017
Vrouwen:
Kingston 2001 ·
Bridgetown 2004 ·
Hamilton 2009 ·
Mendoza 2013 ·
Lancaster 2017